# Kwasi verlag
Der kwasi verlag ist ein Schweizer Verlag mit Sitz in Bern. Gegründet wurde der Verlag 2013 vom Autor Bruno Blume.
Der Schwerpunkt des Verlags ist Kinder- und Jugendliteratur, er publiziert aber auch für Erwachsene. Der Kwasi verlag wird vom Bundesamt für Kultur mit einem Förderbeitrag unterstützt.

## Autoren (Auswahl)
- Katja Alves, Wolfgang Bortlik, Bruno Blume, Sandra Hughes: Vier verrückte Fußballgeschichten. Anthologie, ISBN 978-3-906183-13-8. 2014
- Tim Krohn: Princessa sülla grascha, ISBN 978-3-906183-29-9, 2019
- Franco Supino: Wasserstadt. Träume, Geld und Wirklichkeit. Roman, ISBN 978-3-906183-11-4, 2013

## Illustratoren (Auswahl)
- Anke Feuchtenberger: Bruno Blume: Shakespeares König Lear, Kwasi Verlag, Solothurn, 2016, ISBN 978-3-906183-21-3
- Jacky Gleich: Gufidaun. Der Außerirdische kehrt zurück, Text: Bruno Blume, 2012; TamaTom und die Liebe, Text: Bruno Blume, 2013; TamaTom und die Teufel, Text: Bruno Blume, 2013; TamaTom und die Hühner, Text: Bruno Blume, 2013; Macbeth, Text: Bruno Blume nach William Shakespeare, 2016; TamaTom und die Graffiti, Text: Bruno Blume, 2017; TamaTom und die Berge, Text: Bruno Blume, 2017; Meine größten Erfolge in der Liebe. Nebst einigen Misserfolgen und anderen Dingen, die ich auch noch lernte, Text: Bruno Blume, 2020
- Susanne Janssen: Bruno Blume: Shakespeares Hamlet. Text von Bruno Blume nach William Shakespeare. 2016, ISBN 978-3-906183-19-0